# OFK 1948 Veľký Lapáš
OFK 1948 Veľký Lapáš (celým názvem: Obecný futbalový klub 1948 Veľký Lapáš) je slovenský fotbalový klub, který sídlí v obci Veľký Lapáš. Založen byl v roce 1948. Od sezóny 2014/15 působí v páté lize Západoslovenského futbalového zväzu, sk. Střed.
Své domácí zápasy odehrává na stadionu OFK 1948 Veľký Lapáš.

## Historické názvy
Zdroj: 
- 1948 – založení
- OFK 1948 Veľký Lapáš (Obecný futbalový klub 1948 Veľký Lapáš)

## Umístění v jednotlivých sezonách
Stručný přehled
Zdroj: 
- 2004–2005: 2. liga
- 2013–2014: I. trieda OFZ NR
- 2014–: 5. liga ZsFZ – sk. Střed

Jednotlivé ročníky
Zdroj: 
Legenda: Z – zápasy, V – výhry, R – remízy, P – porážky, VG – vstřelené góly, OG – obdržené góly, +/− – rozdíl skóre, B – body, červené podbarvení – sestup, zelené podbarvení – postup, fialové podbarvení – reorganizace, změna skupiny či soutěže
| Slovensko (2004–) |                          |        |    |    |    |   |    |    |     |    |        |
| Sezóny            | Liga                     | Úroveň | Z  | V  | R  | P | VG | OG | +/− | B  | Pozice |
| 2004/05           | 2. liga                  | 2      | 30 | 10 | 12 | 8 | 41 | 34 | +7  | 42 | 7.     |
| …                 |                          |        |    |    |    |   |    |    |     |    |        |
| 2013/14           | I. trieda OFZ NR         | 7      | 30 | 22 | 5  | 3 | 93 | 24 | +69 | 71 | 1.     |
| 2014/15           | 5. liga ZsFZ – sk. Střed | 5      | 30 | 19 | 6  | 5 | 84 | 35 | +49 | 63 | 1.     |
| 2015/16           | 5. liga ZsFZ – sk. Střed | 5      | 30 | 22 | 2  | 6 | 88 | 31 | +57 | 68 | 2.     |
| 2016/17           | 5. liga ZsFZ – sk. Střed | 5      | 28 | 17 | 2  | 9 | 72 | 37 | +35 | 53 | 4.     |
| 2017/18           | 5. liga ZsFZ – sk. Střed | 5      | 26 |    |    |   |    |    |     |    |        |